# Жеймянис
Жеймянис (Жеймяна; лит. Žeimenys) — небольшое озеро в восточной части Литвы, расположенное на территории Аукштайтского национального парка.

## Расположение
Озеро Жеймянис находится в Швенчёнском и Игналинском районах Литвы, в 15 километрах к северо-западу от Швенчёниса. Лежит на высоте 137 метров.

## Характеристика
Жеймянис — очень длинное и узкое озеро. Протяжённость с севера на юг около 11,2 км, максимальная ширина — 2,1 км. В северной части Жеймянис имеет два крупных залива. Площадь озера составляет 4,363 км². Наибольшая глубина 23,5 метров, средняя — 6,9 метров. Длина береговой линии 36,1 км, с учётом побережья островов 38,8 км. Берега Жеймяниса заросли лесами.

## Острова
На Жеймянисе расположено 12 островов: 3 острова в южной части (площадью 0,91 га, 0,37 га и 0,05 га), 3 острова в центральной части (площадью 0,36 га, 0,15 га и 0,07 га) и 6 островов в западной части (площадью 0,57 га, 0,55 га, 0,24 га, 0,22 га, 0,05 га и 0,01 га).

## Населённые пункты
На берегах Жеймяниса расположены следующие населённые пункты: Шакарва, Пялякас, Кретуонле, Кальтиненай, Ожкиняй, Обелу-Рагас, Пажейменис, Падумблыс и Баджорай. К юго-западной части озера подходит дорога 111 Утена — Калтаненай — Швенчёнис. Вдоль западного и северного побережья Жеймяниса проходит дорога 114 Молетай — Калтаненай — Игналина.

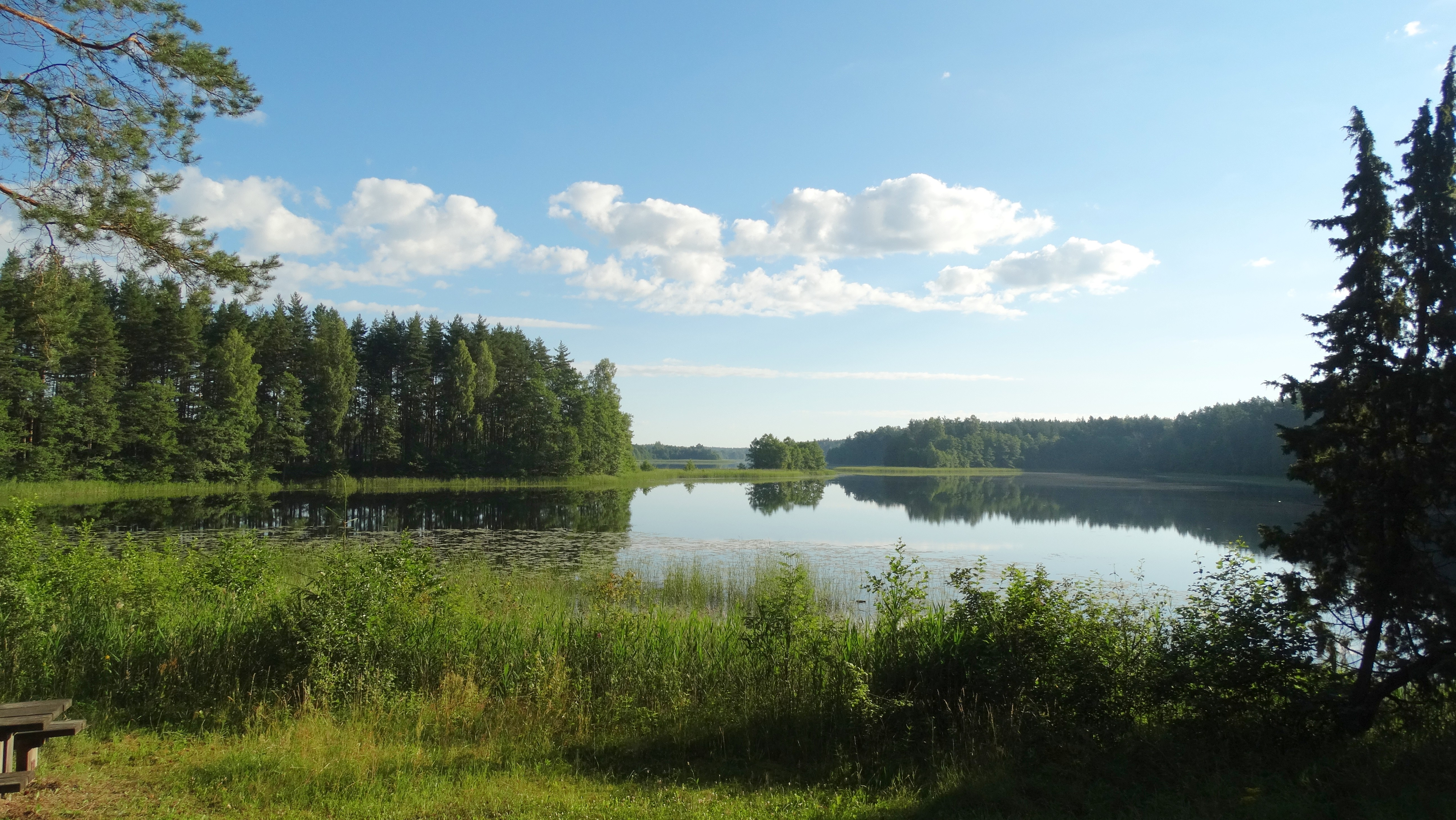
Вид на Жеймянис с трассы Шакалишке — Мурма